# E. T. A. Hoffmann
Ernst Theodor Amadeus Wilhelm Hoffmann (Königsberg, 24 de janeiro de 1776 – Berlim, 25 de junho de 1822), mais conhecido como E. T. A. Hoffman, foi um escritor romântico, compositor, desenhista e jurista alemão, sendo sobretudo conhecido como um dos maiores nomes da literatura fantástica mundial.
Suas histórias foram a base da famosa ópera de Jacques Offenbach, Os Contos de Hoffmann, em que Hoffman aparece como personagem. O balé O Quebra-Nozes de Piotr Illitch Tchaikovsky foi baseado no seu conto "O Quebra-Nozes e o Rei dos Camundongos", o bale Coppélia foi baseado em outros contos seus e a Kreisleriana de Robert Schumann é baseada no personagem Johannes Kreisler, criado por Hoffmann.

## Biografia
Originário de uma família de pastores e de homens da lei pertencentes à antiga burguesia de toga, Hoffman foi o terceiro filho do pastor luterano e advogado de Königsberg Christoph-Ludwig Hoffmann (1736–1797), era poeta e compositor ocasional. Christoph-Ludwig casou-se em 29 de outubro de 1767 com uma prima, Louise Albertine Doerffer (1748–1796), com quem teve três filhos: Johann Ludwig, nascido em 1768 e falecido depois de 1822, Carl Wilhelm Philipp, nascido em 1773 e falecido na infância, e Ernst Theodor Wilhelm, nascido em 1776.
Em 1778, seus pais se separaram. Christoph-Ludwig foi transferido, pouco depois, para Insterburg, na Lituânia Menor, e levou consigo seu filho mais velho. Hoffmann foi criado pela família da mãe, uma mulher doente e nervosa que morre de apoplexia na noite de 14 para 15 de março de 1796. Basicamente, três pessoas se encarregaram da educação do jovem Ernst Theodor Wilhelm: sua avó materna, sua tia Johanna Sophie (1745–1803) e seu tio Otto Wilhelm Doerffer (1741–1811), um magistrado solteiro, de humor sombrio, devoto e solene, que Hoffmann retrataria em suas cartas e através de vários personagens de sua obra. Hoffman o apelida de "Onkel O. W." (ou "Oh Weh!"), que significa, aproximadamente, "tio ó dor!" ou "tio infelicidade". Embora apreciador de música, esse tio tem "todos os traços do beócio racionalista".
Destinado à magistratura, Hoffmann demonstrou desde cedo seus dons para as artes. Depois de ter estudado em Königsberg, em 1798 foi para Berlim trabalhar na corte de apelações. Nomeado assessor em Posen em 1800, prosseguiu sua carreira em Plock, Varsóvia. Devido às vitórias napoleónicas que levaram ao desaparecimento da administração prussiana na Polónia, Hoffmann retornou a Berlim em 1807. No ano seguinte, liberado de suas funções de magistrado, instalou-se em Bamberg. Desde então, dedicou-se inteiramente à literatura e às artes. Entre suas atividades artísticas, estavam pintura, crítica musical, dramaturgia, direção teatral, regência orquestral e cenografia. Compositor, autor de música de câmara, Hoffmann foi também um crítico musical perspicaz e um dos primeiros a proclamar a genialidade de Beethoven. O nome Amadeus, aliás, foi deliberadamente incorporado por Hoffmann dada sua grande admiração por Mozart.
Em 1781, Hoffmann entra na Burgschule, uma escola luterana, onde faz seus estudos clássicos. Também estuda música e sobretudo a arte da fuga e do contraponto, com um organista polonês, Christian Wilhelm Podbielski (1740–1792), que inspira o personagem Abraham Liscot de Reflexões do Gato Murr. Hoffmann se revela um prodigioso pianista. Também tenta escrever poemas, romances, além de desenhar, mas o ambiente provinciano em que vivia não favorece seu desenvolvimento, nem lhe propicia acesso a novas formas que então surgiam fora da Alemanha.
Ingressa na Universidade de Königsberg em 1792, obrigado pelo tio a estudar direito na cidade natal. Sua correspondência de juventude reflete esses estudos, ao contrário das suas leituras de Voltaire, Rousseau, Goethe, Schiller, Jean Paul ou de Kotzebue. Na música, admira Bach, Mozart e os italianos. Só mais tarde, descobriria Haydn, Gluck e Beethoven.
Em 1786, Ernst torna-se amigo de Theodor Gottlieb von Hippel, o Jovem (1775–1843), filho de Theodor Gottlieb von Hippel, um pastor e escritor conhecido, próximo de Immanuel Kant. Em 1792, os dois amigos se reencontram na universidade, onde seguem os cursos do filósofo. Em 1794, Hoffmann se apaixona por Johanna-Dorothea Hatt, uma jovem de 28 anos a quem ele dá aulas de música, que ele chama afetuosamente de "Cora" (em alusão à heroína dos Incas de Marmontel) e que era casada com um comerciante de mais de sessenta anos.
A necessidade de dinheiro fez com que Hoffmann retornasse a exercer a magistratura. Em 1816, foi nomeado conselheiro da corte de apelações de Berlim, mas continuou dedicando todo o seu tempo livre às atividades artísticas, literatura sobretudo.
Foi sepultado nos Friedhöfe vor dem Halleschen Tor, em Berlim.

## Lista de obras
- Fantasiestücke in Callots Manier (Um Capriccio segundo Jacques Callot) (1814/1815)
 incluindo:
  - Jaques Callot
  - Ritter Gluck (Cavaleiro Gluck)
  - Kreisleriana
  - Don Juan
  - Nachricht von den neuesten Schicksalen des Hundes Berganza (Notícias do Último Destino do Cachorro Berganza)
  - Der Magnetiseur (O Magnetizador)
  - Der goldne Topf (O Vaso de Ouro)
  - Die Abenteuer der Sylvester-Nacht (A Aventura da Noite de Ano Novo)
  - Prinzessin Blandina (Princesa Blandina)
- Die Elixiere des Teufels (Os Elixires do Diabo) (1815/1816)
- Nachtstücke (Contos Noturnos) (1816/1817)
  - Der Sandmann (O Homem da Areia)
  - Ignaz Denner
  - Die Jesuiterkirche in G. (A Igreja dos Jesuítas em G.)
  - Das Sanctus (O Sanctus)
  - Das öde Haus (A Casa Desolada)
  - Das Majorat (O Morgado)
  - Das Gelübde (A Promessa)
  - Das steinerne Herz (O Coração de Pedra)
- Seltsame Leiden eines Theater-Direktors (Estranhos Sofrimentos de um Diretor de Teatro) (1818)
- Klein Zaches genannt Zinnober (1819) (Pequeno Zaches apelidado de Cinábrio)
- Haimatochare (1819)
- Die Marquise de la Pivardiere (A Marquesa de la Pivardiere) (1820)
- Prinzessin Brambilla (Princesa Brambilla) (1820)
- Die Serapionsbrüder (Os Irmãos Serapion) (1819/1821)
 incluindo:
  - Der Einsiedler Serapion (O Eremita Serapion)
  - Rat Krespel (Conselheiro Krespel)
  - Die Fermate (A Fermata)
  - Der Dichter und der Komponist (O Poeta e o Compositor)
  - Ein Fragment aus dem Leben dreier Freunde (Um Fragmento da Vida de Três Amigos)
  - Der Artushof (A Corte de Artur)
  - Die Bergwerke zu Falun (As Minas do Falun)
  - Nußknacker und Mausekönig (O Quebra-Nozes e o Rei dos Camundongos)
  - Der Kampf der Sänger (A Briga dos Cantores)
  - Die Automate (Os Autômatos)
  - Doge und Dogaresse (O Doge e a Dogaressa)
  - Meister Martin der Küfner und seine Gesellen (Mestre Martin, o Tanoeiro, e seus Artífices)
  - Das fremde Kind (A Criança Estranha)
  - Nachricht aus dem Leben eines bekannten Mannes (Notícia sobre a Vida de Um Homem Famoso)
  - Die Brautwahl (A Escolha da Noiva)
  - Der unheimliche Gast (O Hóspede Sinistro)
  - Das Fräulein von Scuderi (A Senhorita de Scuderi)
  - Spieler-Glück (Sorte do Jogador)
  - Der Baron von B. (O Barão de B.)
  - Signor Formica
  - Zacharias Werner
  - Erscheinungen (Aparições)
  - Der Zusammenhang der Dinge (A Conexão das Coisas)
  - Vampirismus (Vampirismo)
  - Die ästhetische Teegesellschaft (A Festa do Chá Estética)
  - Die Königsbraut (A Noiva do Rei)
- Lebensansichten des Katers Murr (Reflexões do Gato Murr,) (1819/1821)
- Die Irrungen (Os Erros) (1820)
- Die Geheimnisse (Os Segredos) (1821)
- Die Doppeltgänger (Os Duplos) (1821)
- Der Elementargeist (1821)
- Datura fastuosa (1822)
- Meister Floh (Mestre Pulga) (1822)
- Des Vetters Eckfenster (A Janela de Esquina do Meu Primo) (1822)
- Der Feind (fragmento) (O Inimigo) (1822)